# Холмец (Костромская область)
Холмец — деревня в составе Дмитриевского сельского поселения Галичского района Костромской области России.

## История
Согласно Спискам населённых мест Российской империи в 1872 году деревня относилась к 1 стану Галичского уезда Костромской губернии. В ней числилось 10 дворов, проживало 23 мужчины и 42 женщины.
Согласно переписи населения 1897 года в деревне проживало 85 человек (35 мужчин и 50 женщин).
Согласно Списку населённых мест Костромской губернии в 1907 году деревня относилась к Дурцовской волости Галичского уезда Костромской губернии. По сведениям волостного правления за 1907 год в нёй числилось 13 крестьянских дворов и 64 жителя. Основным занятием жителей деревни был малярный промысел.
До муниципальной реформы 2010 года деревня входила в состав Пронинского сельского поселения.